# Hesperentomon xiningense
Hesperentomon xiningense är en urinsektsart som beskrevs av Bu och Yin 2007. Hesperentomon xiningense ingår i släktet Hesperentomon och familjen Hesperentomidae. Inga underarter finns listade i Catalogue of Life.